# Rhipidia (Rhipidia) tetracantha
Rhipidia (Rhipidia) tetracantha is een tweevleugelige uit de familie steltmuggen (Limoniidae). De soort komt voor in het Oriëntaals gebied.